# Supersoaker
Supersoaker is een nummer van de Amerikaanse rockband Kings of Leon uit 2013. Het is de eerste single van hun zesde studioalbum Mechanical Bull.
Leadzanger Caleb Followill schreef het nummer nadat zijn alcoholisme in 2011 hun tournee aan flarden blies. "Ik wist niet of het iets van Kings of Leon zou worden of iets anders, maar ik raakte erg geïnspireerd", vertelde Followill aan Entertainment Weekly. Toen Followill de gitarriffs schreef, deden die hem naar eigen zeggen denken aan iets van het eerdere Kings of Leon-album Aha Shake Heartbreak. Hoewel het nummer in de VS geen hitlijsten bereikte, werd het op de Britse eilanden en in het Nederlandse taalgebied wel een bescheiden succesje. Het nummer beleefde de Nederlandse radiopremière op 17 juli 2013 in het programma MetMichiel op 3FM, ook werd het Megahit op dat station. In Nederland bereikte het nummer de 6e positie in de Tipparade, en in Vlaanderen de 4e positie in de Tipparade.